# Филд, Генри Мартин
Генри Мартин Филд (3 апреля 1822, Стокбридж, Массачусетс — 26 января 1907, там же) — американский священнослужитель, издатель и писатель-путешественник.
В 1838 году окончил колледж Уильям, с 1842 по 1848 год был пастором в пресвитерианской церкви в Сент-Луисе, Миссури, с 1850 по 1854 год — в Уэст-Спрингфилде, Массачусетс; в 1847—1850 годах жил в Европе. С 1854 по 1898 год был главным редактором, а также на протяжении многих лет единственным владельцем периодического религиозного издания «The Evangelist», выходившего в Нью-Йорке и посвящённого различным вопросам пресвитерианских церквей. В последние годы жизни отошёл от дел и вернулся в родной город, где и скончался.
В 1875—1876 годах Филд совершил кругосветное путешествие, о котором опубликовал два тома путевых очерков: «From the Lakes of Killarney to the Golden Horn» (1876) и «From Egypt to Japan» (1877), сразу же получившие широкую популярность; в начале XX века, согласно энциклопедии «Британника», они признавались «почти классикой» литературы о путешествиях и в общей сложности выдержали более 20 переизданий. Другие известные сочинения его авторства на исторические и богословские темы: «The Irish Confederates and the Rebellion of 1798» (1850), «The History of the Atlantic Telegraph» (1866), «Faith or Agnosticism? the Field-Ingersoll Discussion» (1888), «Old Spain and New Spain» (1888) и «Life of David Dudley Field» (1898).
- Эта статья (раздел) содержит текст, взятый (переведённый) из одиннадцатого издания «Британской энциклопедии», перешедшего в общественное достояние.